# Growing Up Down's
Growing Up Down's é um documentário britânico de 2014 dirigido por William Jessop. Foi produzido pela Maverick Television e Dartmouth Films com exibição na BBC Three em 21 de janeiro de 2014.

## Sinopse
A incrível história de um grupo de jovens atores com síndrome de Down, que se propôs a criar uma produção itinerante de Hamlet de Shakespeare.

## Elenco
- William Jessop... Narrador (voz)
- Anna Brisbane... Ela mesma
- Peter Clerke... Ele mesmo (diretor do teatro)
- Ros Davies... Ele mesmo
- James Elsworthy... Ele mesmo
- Katy Francis... Ela mesma / Ophelia
- Jane Jessop... Ele mesmo (fundador, Blue Apple Theatre)
- Tommy Jessop... Ele mesmo / Hamlet
- Lawrie Morris... Ele mesmo